# Viktóriya Lazarenko
Viktóriya Lazarenko –en ruso, Виктория Лазаренко– (2003) es una deportista rusa que compite en esquí acrobático. Ganó una medalla de plata en el Campeonato Mundial de Esquí Acrobático de 2021, en la prueba de baches en paralelo.

## Medallero internacional
| Campeonato Mundial | Campeonato Mundial  | Campeonato Mundial | Campeonato Mundial |
| Año                | Lugar               | Medalla            | Competición        |
| ------------------ | ------------------- | ------------------ | ------------------ |
| 2021               | Almaty (Kazajistán) | Medalla de plata   | Baches en paralelo |